# Memantis anomala
Memantis anomala es una especie de mantis de la familia Mantidae.

## Distribución geográfica
Se encuentra en Nepal.